# Liste des films de James Bond
Pour un article plus général, voir James Bond.
James Bond est un personnage de fiction créé par le romancier Ian Fleming en 1953. Bond est un agent secret britannique travaillant pour le MI6, promu dans la section 00. Peu après, son nom de code est devenu 007. Il est interprété une première fois à la télévision par Barry Nelson dans Casino Royale en 1954, puis au cinéma par six acteurs : Sean Connery, George Lazenby, Roger Moore, Timothy Dalton, Pierce Brosnan et Daniel Craig, cela en vingt-cinq productions EON. Seuls deux films et un téléfilm ne sont pas réalisés par EON Productions. EON détient désormais la totalité des droits d'adaptation des romans James Bond de Ian Fleming.
En 1961, les producteurs Albert R. Broccoli et Harry Saltzman unissent leurs efforts pour acquérir les droits de tournage des romans de Fleming. Ils fondent la société EON Productions et, avec le soutien financier du groupe United Artists, commencent à travailler sur James Bond 007 contre Dr No, réalisé par Terence Young, et sélectionnent Sean Connery pour jouer le rôle de l’agent 007. Après la sortie de Dr No en 1962, Broccoli et Saltzman créent la holding Danjaq pour assurer les futures productions de la série de films James Bond. La série comprend actuellement vingt-cinq films dont le dernier, Mourir peut attendre, est sorti en octobre 2021. Les films ont remporté cinq Oscars : pour les effets sonores (que l'on appelle désormais les montages sonores) dans Goldfinger (37e cérémonie des Oscars), pour les effets visuels de John Stears dans Opération Tonnerre (38e cérémonie des Oscars), pour les montages sonores de Per Hållberg et Karen Baker Landers dans Skyfall, pour la meilleure chanson originale Skyfall interprétée par Adele et produite par Paul Epworth (85e cérémonie des Oscars) et encore la meilleure chanson originale de 007 Spectre, interprétée par Sam Smith (88e cérémonie des Oscars). De plus, plusieurs des chansons produites pour les films ont été nommées aux Oscars pour la récompense de meilleure chanson originale. C'est le cas de Live and Let Die de Paul McCartney, de Nobody Does It Better interprétée par Carly Simon et de For Your Eyes Only chantée par Sheena Easton. Enfin, en 1982, Albert R. Broccoli reçoit le prix commémoratif Irving G. Thalberg.
Lorsqu'Albert R. Broccoli et Harry Saltzman ont acheté les droits des titres existants de Fleming, ceux-ci ne comprenaient pas Casino Royale. En effet, ils avaient déjà été vendus au producteur Gregory Ratoff, l'histoire ayant même fait l'objet d'une adaptation pour la télévision en 1954. Après le décès de Ratoff, les droits ont été transmis à Charles K. Feldman qui a produit la parodie satirique de James Bond Casino Royale en 1967. Bien qu'EON et McClory aient collaboré pour produire Opération Tonnerre, McClory a conservé les droits et a réadapté l'histoire de celui-ci dans Jamais plus jamais en 1983. Les droits de distribution courants de ces films sont détenus par la Metro-Goldwyn-Mayer, le studio qui distribue les films d'EON.

## Filmographie «EON»

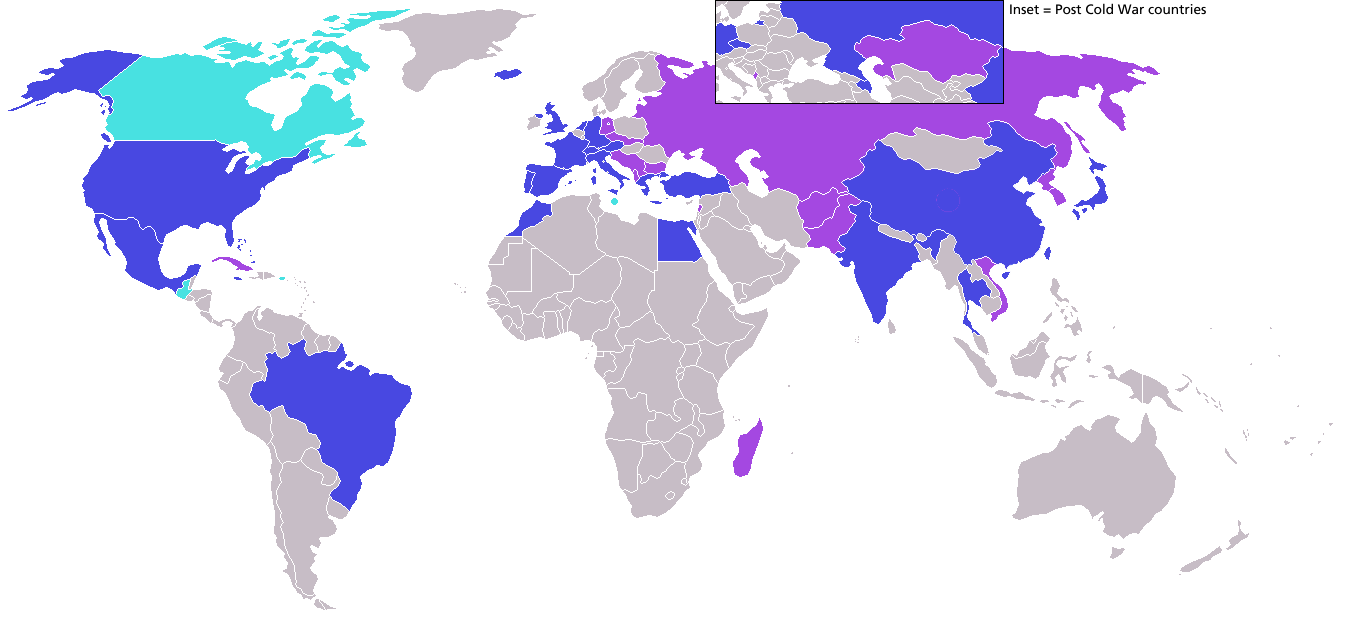
Pays dans lesquels s'est rendu James Bond au cours de ses films.
Pays visité dans les films et lieu de tournage.
Pays visité, mais pas un lieu de tournage.
Pays non visité, mais lieu de tournage.

Au début des années 1960, la société EON Productions s'assure les droits cinématographiques de l'intégralité des romans et nouvelles de James Bond en dehors de Casino Royale (dont les droits ne seront acquis qu'en 1999). En 1963, à la suite d'un procès contre Fleming, Kevin McClory obtient les droits cinématographiques sur le roman Opération Tonnerre, ce qui permettra le remake Jamais plus jamais en 1983. Depuis, United Artists et MGM ont protégé la marque « James Bond », rendant très improbables de futures productions en dehors des circuits EON (cf. Filmographie « indépendante »).
Les films produits par EON Productions ont généralement été tournés aux studios Pinewood situés dans un comté du Buckinghamshire près de Londres.
Traditionnellement, chacun de ces films commence par la même introduction montrant un rond blanc sur fond noir à l'intérieur duquel Bond se déplace avant de faire feu vers le spectateur, puis l'écran rougit (à l'exception de Mourir peut attendre) et le logo « 007 » terminé par un pistolet apparaît, le tout accompagné du James Bond Theme, morceau composé par Monty Norman et joué par Vic Flick à la guitare. On appelle cela la Séquence d'ouverture des films de James Bond.
S'ensuit un prégénérique au cours duquel Bond termine une mission généralement en rapport avec le reste du film, sauf pour James Bond 007 contre Dr No (sans prégénérique), Goldfinger (en rapport avec le premier chapitre du roman), Rien que pour vos yeux et Octopussy (prégénériques indépendants). Enfin, le générique met en scène des femmes plus ou moins dénudées et faiblement éclairées dans une sorte de ballet fantasque et sensuel. La plupart des génériques ont été conçus par Maurice Binder (14 contributions). Plusieurs affiches de films ont été peintes par Robert McGinnis.
Le premier roman adapté à l'écran est Dr. No en 1962 avec Sean Connery dans le rôle de 007. Connery incarne l'agent secret dans cinq films, avant d'être remplacé à l'écran par George Lazenby (un film), puis revient pour un sixième film et réendossera le rôle de Bond dans un septième film, en 1983 : Jamais plus jamais (Never Say Never Again) (voir Filmographie « indépendante »), qui est un remake d'Opération Tonnerre. Lui succèdent ensuite Roger Moore (sept films), Timothy Dalton (deux films), Pierce Brosnan (quatre films) et Daniel Craig (cinq films). Mourir peut attendre, le 25e film officiel, est le dernier paru de la franchise avec Daniel Craig dans le rôle de 007. Il est sorti au cinéma en octobre 2021.
La règle initialement imposée par la famille Broccoli veut que les réalisateurs des films de 007 soient comme les acteurs du rôle-titre issus du Commonwealth[source secondaire souhaitée]. Néanmoins cette règle semble en désuétude puisque Pierce Brosnan est irlando-américain, et Marc Forster, réalisateur de Quantum of Solace, possède la double nationalité germano-suisse.
| Numéro | Titre français                  | Titre original                  | Année | Réalisateur        | Acteur         | Compositeur     | Interprète du générique     | Budget (USD) | Total Box-office (USD) | Total Box-office ajusté[**] (USD) | Entrées France |
| ------ | ------------------------------- | ------------------------------- | ----- | ------------------ | -------------- | --------------- | --------------------------- | ------------ | ---------------------- | --------------------------------- | -------------- |
| 1      | James Bond 007 contre Dr No     | Dr. No                          | 1962  | Terence Young      | Sean Connery   | Monty Norman    |                             | 1 000 000    | 59 600 000             | 511 338 397                       | 4 772 547      |
| 2      | Bons Baisers de Russie          | From Russia with Love           | 1963  | Terence Young      | Sean Connery   | John Barry      | Matt Monro                  | 2 500 000    | 78 900 000             | 668 074 147                       | 5 623 391      |
| 3      | Goldfinger                      | Goldfinger                      | 1964  | Guy Hamilton       | Sean Connery   | John Barry      | Shirley Bassey              | 3 500 000    | 124 900 000            | 1 043 926 287                     | 6 675 099      |
| 4      | Opération Tonnerre              | Thunderball                     | 1965  | Terence Young      | Sean Connery   | John Barry      | Tom Jones                   | 5 600 000    | 141 200 000            | 1 161 430 514                     | 5 734 842      |
| 5      | On ne vit que deux fois         | You Only Live Twice             | 1967  | Lewis Gilbert      | Sean Connery   | John Barry      | Nancy Sinatra               | 9 500 000    | 111 600 000            | 865 738 670                       | 4 489 249      |
| 6      | Au service secret de Sa Majesté | On Her Majesty's Secret Service | 1969  | Peter Roger Hunt   | George Lazenby | John Barry      | Louis Armstrong             | 7 000 000    | 87 400 000             | 617 041 618                       | 1 958 172      |
| 7      | Les diamants sont éternels      | Diamonds Are Forever            | 1971  | Guy Hamilton       | Sean Connery   | John Barry      | Shirley Bassey              | 7 200 000    | 116 000 000            | 742 116 444                       | 2 493 739      |
| 8      | Vivre et laisser mourir         | Live and Let Die                | 1973  | Guy Hamilton       | Roger Moore    | George Martin   | Paul McCartney Wings        | 7 000 000    | 161 800 000            | 944 201 391                       | 3 053 913      |
| 9      | L'Homme au pistolet d'or        | The Man with the Golden Gun     | 1974  | Guy Hamilton       | Roger Moore    | John Barry      | Lulu                        | 7 000 000    | 97 600 000             | 512 946 401                       | 2 873 898      |
| 10     | L'Espion qui m'aimait           | The Spy Who Loved Me            | 1977  | Lewis Gilbert      | Roger Moore    | Marvin Hamlisch | Carly Simon                 | 14 000 000   | 185 400 000            | 792 695 138                       | 3 500 993      |
| 11     | Moonraker                       | Moonraker                       | 1979  | Lewis Gilbert      | Roger Moore    | John Barry      | Shirley Bassey              | 34 000 000   | 210 300 000            | 750 536 367                       | 3 171 274      |
| 12     | Rien que pour vos yeux          | For Your Eyes Only              | 1981  | John Glen          | Roger Moore    | Bill Conti      | Sheena Easton               | 28 000 000   | 195 300 000            | 556 682 346                       | 3 181 840      |
| 13     | Octopussy                       | Octopussy                       | 1983  | John Glen          | Roger Moore    | John Barry      | Rita Coolidge               | 27 500 000   | 187 500 000            | 487 765 436                       | 2 944 481      |
| 14     | Dangereusement vôtre            | A View to a Kill                | 1985  | John Glen          | Roger Moore    | John Barry      | Duran Duran                 | 30 000 000   | 152 400 000            | 366 979 483                       | 2 423 306      |
| 15     | Tuer n'est pas jouer            | The Living Daylights            | 1987  | John Glen          | Timothy Dalton | John Barry      | a-ha                        | 40 000 000   | 191 200 000            | 436 092 528                       | 1 978 347      |
| 16     | Permis de tuer                  | Licence to Kill                 | 1989  | John Glen          | Timothy Dalton | Michael Kamen   | Gladys Knight Patti LaBelle | 42 000 000   | 156 200 000            | 326 383 679                       | 2 110 402      |
| 17     | GoldenEye                       | GoldenEye                       | 1995  | Martin Campbell    | Pierce Brosnan | Éric Serra      | Tina Turner                 | 60 000 000   | 353 400 000            | 600 828 696                       | 3 493 610      |
| 18     | Demain ne meurt jamais          | Tomorrow Never Dies             | 1997  | Roger Spottiswoode | Pierce Brosnan | David Arnold    | Sheryl Crow                 | 110 000 000  | 346 600 000            | 559 529 013                       | 3 435 210      |
| 19     | Le monde ne suffit pas          | The World Is Not Enough         | 1999  | Michael Apted      | Pierce Brosnan | David Arnold    | Garbage                     | 135 000 000  | 390 000 000            | 606 538 955                       | 3 599 609      |
| 20     | Meurs un autre jour             | Die Another Day                 | 2002  | Lee Tamahori       | Pierce Brosnan | David Arnold    | Madonna                     | 142 000 000  | 456 000 000            | 656 754 063                       | 4 015 654      |
| 21     | Casino Royale                   | Casino Royale                   | 2006  | Martin Campbell    | Daniel Craig   | David Arnold    | Chris Cornell               | 140 000 000  | 594 293 106            | 763 799 295                       | 3 179 519      |
| 22     | Quantum of Solace               | Quantum of Solace               | 2008  | Marc Forster       | Daniel Craig   | David Arnold    | Alicia Keys Jack White      | 230 000 000  | 586 090 627            | 705 316 078                       | 3 715 301      |
| 23     | Skyfall                         | Skyfall                         | 2012  | Sam Mendes         | Daniel Craig   | Thomas Newman   | Adele                       | 200 000 000  | 1 108 346 855          | 1 108 561 013                     | 7 003 902      |
| 24     | 007 Spectre                     | Spectre                         | 2015  | Sam Mendes         | Daniel Craig   | Thomas Newman   | Sam Smith                   | 245 000 000  | 880 674 175            | 962 730 772                       | 4 978 710      |
| 25     | Mourir peut attendre            | No Time to Die                  | 2021  | Cary Joji Fukunaga | Daniel Craig   | Hans Zimmer     | Billie Eilish               | 250 000 000  | 773 891 007            | 900 500 455                       | 4 007 532      |

- . ↑  (en) Chiffres du 6 mai 2007, Commanderbond.net

- - . ↑  Les totaux sont ajustés sur les chiffres de 2006 selon l'indice des prix à la consommation.

Les données proviennent de différents sites web,,,.

- Trois films consécutifs des années 1980 ont pour intrigue initiale la mort d'un agent 00 (Octopussy, Dangereusement vôtre et Tuer n'est pas jouer).
- Dans L'Espion qui m'aimait (quand la Lotus sort de l'eau), dans Moonraker (quand Bond traverse la place St Marc) et dans Rien que pour vos yeux (quand Bond, poursuivi par des motards, traverse un restaurant d'altitude), on voit le même homme regarder sa bouteille de vin, l'air incrédule.

## Filmographie «indépendante»
Les films suivants sont parfois qualifiés de « non officiels ». Toutefois, ces œuvres ont été mises sur le marché légalement, leurs producteurs en détenant les droits. Il est ainsi préférable de parler de films « indépendants » ou « hors série » pour les différencier de ceux d'EON Productions.
1. Casino Royale de William H. Brown Jr., télédiffusé le 21 octobre 1954. En 1954, CBS paye Ian Fleming pour obtenir le droit d'adapter Casino Royale dans une aventure d'une heure dans le cadre de sa série Climax!. Dans ce téléfilm américain, James Bond (joué par Barry Nelson et rebaptisé « Jimmy Bond ») est un espion américain travaillant pour la CIA, Clarence Lieter est un agent britannique joué par Michael Pate et Peter Lorre est Le Chiffre.
2. Casino Royale de John Huston, Ken Hughes, Val Guest, Robert Parrish et Joseph McGrath (1967). Aux côtés de Deborah Kerr et Barbara Bouchet, David Niven joue, dans ce film parodique, le rôle de James Bond. Niven était en fait la préférence de Fleming pour représenter l'agent secret[8], mais EON Productions choisit Sean Connery. Niven est le seul interprète de James Bond dont le nom est mentionné dans l'un des romans de Fleming[note 1].
3. Jamais plus jamais de Irvin Kershner avec Sean Connery (1983). En 1963 après une bataille juridique, une voie légale permet à Kevin McClory d’acquérir les droits d'adaptation cinématographique du roman Opération Tonnerre, à l'écriture duquel il avait indirectement participé. En 1983, il se lance dans un remake d’Opération Tonnerre, sous le titre de Jamais plus jamais. Interprété par le même Sean Connery, présenté lors de la promotion du film comme le vrai James Bond, et dirigé par Irvin Kershner qui venait de réaliser L'Empire contre-attaque, le film sortit en même temps qu'Octopussy, avec Roger Moore dans le rôle principal, et reçut malgré tout un très bon accueil, quoique inférieur en nombre d'entrées à celui qu'obtint Octopussy.

Jusqu’à sa mort, Kevin McClory a annoncé à plusieurs reprises son intention de faire des films de James Bond basés sur l'histoire d’Opération Tonnerre. Intitulés James Bond of the Secret Service, Warhead, Atomic Warhead, Warhead 2000 A.D., etc. Ces films n'ont finalement jamais vu le jour, bien que des scénarios aient été écrits. Par ailleurs, Sony avait voulu lancer une série de films rivale de films 007 dans les années 1990 avec Kevin McClory.

## Filmographie annulée
Timothy Dalton devait initialement jouer trois fois James Bond. Il devait reprendre son rôle pour Goldeneye, mais à la suite de problèmes juridiques consécutifs au rachat de la MGM par Pathé Communications, qui souhaitait vendre les droits d'exploitations de la saga James Bond, la production ne pouvait pas démarrer. De plus, une clause stipulait que le contrat de Timothy Dalton expirerait en 1994. Il avait été proposé à celui-ci de prolonger son contrat pour plusieurs films supplémentaires, mais ce dernier ne voulant pas s'engager sur plusieurs films déclina l'offre.

## Série d'animation
James Bond Junior (1991) : il s'agit d'une série d'animation lancée par EON Productions mettant en scène les aventures du neveu du célèbre espion.

## Distribution
| Personnage                                          | Films de la série EON                 | Films de la série EON                                       | Films de la série EON                     | Films de la série EON                     | Films de la série EON                     | Films de la série EON                     | Films de la série EON                     | Films de la série EON                      | Films de la série EON                     | Films de la série EON                            | Films de la série EON                     | Films de la série EON                     | Films de la série EON                     | Films de la série EON                     |  |
| Personnage                                          | James Bond 007 contre Dr. No (1962)   | Bons baisers de Russie (1963)                               | Goldfinger (1964)                         | Opération Tonnerre (1965)                 | On ne vit que deux fois (1967)            | Au service secret de Sa Majesté (1969)    | Les diamants sont éternels (1971)         | Vivre et laisser mourir (1973)             | L'Homme au pistolet d'or (1974)           | L'Espion qui m'aimait (1977)                     | Moonraker (1979)                          | Rien que pour vos yeux (1981)             | Octopussy (1983)                          | Dangereusement vôtre (1985)               |  |
| --------------------------------------------------- | ------------------------------------- | ----------------------------------------------------------- | ----------------------------------------- | ----------------------------------------- | ----------------------------------------- | ----------------------------------------- | ----------------------------------------- | ------------------------------------------ | ----------------------------------------- | ------------------------------------------------ | ----------------------------------------- | ----------------------------------------- | ----------------------------------------- | ----------------------------------------- |  |
| James Bond / Agent 007                              | Sean Connery                          | Sean Connery                                                | Sean Connery                              | Sean Connery                              | Sean Connery                              | George Lazenby                            | Sean Connery                              | Roger Moore                                | Roger Moore                               | Roger Moore                                      | Roger Moore                               | Roger Moore                               | Roger Moore                               | Roger Moore                               |  |
| James Bond girl                                     | Honey Rider Ursula Andress            | Tatiana Romanova Daniela Bianchi                            | Pussy Galore Honor Blackman               | Dominetta "Domino" Vitali Claudine Auger  | Kissy Suzuki Mie Hama                     | Teresa "Tracy" Bond Diana Rigg            | Tiffany Case (en) Jill St John            | Simone Latrelle / "Solitaire" Jane Seymour | Mary Bonne-Nuit Britt Ekland              | major Anya Amasova / Agent Triple-X Barbara Bach | Dr. Holly Goodhead Lois Chiles            | Melina Havelock Carole Bouquet            | Octopussy Maud Adams                      | Stacey Sutton (en) Tanya Roberts          |  |
| Ennemis                                             | Dr. Julius No Joseph Wiseman          | Ernst Stavro Blofeld Anthony Dawson, Rosa Klebb Lotte Lenya | Auric Goldfinger Gert Fröbe               | Emilio Largo Adolfo Céli                  | Ernst Stavro Blofeld Donald Pleasence     | Ernst Stavro Blofeld Telly Savalas        | Ernst Stavro Blofeld Charles Gray         | Dr. Kananga / M. Grosbonnet Yaphet Kotto   | Francisco Scaramanga Christopher Lee      | Karl Stromberg (en) Curd Jürgens                 | Hugo Drax Michael Lonsdale                | Aris Kristatos Julian Glover              | Kamal Khan Louis Jourdan                  | Max Zorin Christopher Walken              |  |
| MI6                                                 |                                       |                                                             |                                           |                                           |                                           |                                           |                                           |                                            |                                           |                                                  |                                           |                                           |                                           |                                           |  |
| M                                                   | Sir Miles Messervy Bernard Lee        | Sir Miles Messervy Bernard Lee                              | Sir Miles Messervy Bernard Lee            | Sir Miles Messervy Bernard Lee            | Sir Miles Messervy Bernard Lee            | Sir Miles Messervy Bernard Lee            | Sir Miles Messervy Bernard Lee            | Sir Miles Messervy Bernard Lee             | Sir Miles Messervy Bernard Lee            | Sir Miles Messervy Bernard Lee                   | Sir Miles Messervy Bernard Lee            |                                           | Sir Miles Messervy Robert Brown           | Sir Miles Messervy Robert Brown           |  |
| Q                                                   | Major Geoffrey Boothroyd Peter Burton | Major Geoffrey Boothroyd Desmond Llewelyn                   | Major Geoffrey Boothroyd Desmond Llewelyn | Major Geoffrey Boothroyd Desmond Llewelyn | Major Geoffrey Boothroyd Desmond Llewelyn | Major Geoffrey Boothroyd Desmond Llewelyn | Major Geoffrey Boothroyd Desmond Llewelyn |                                            | Major Geoffrey Boothroyd Desmond Llewelyn | Major Geoffrey Boothroyd Desmond Llewelyn        | Major Geoffrey Boothroyd Desmond Llewelyn | Major Geoffrey Boothroyd Desmond Llewelyn | Major Geoffrey Boothroyd Desmond Llewelyn | Major Geoffrey Boothroyd Desmond Llewelyn |  |
| Miss Moneypenny                                     | Lois Maxwell                          | Lois Maxwell                                                | Lois Maxwell                              | Lois Maxwell                              | Lois Maxwell                              | Lois Maxwell                              | Lois Maxwell                              | Lois Maxwell                               | Lois Maxwell                              | Lois Maxwell                                     | Lois Maxwell                              | Lois Maxwell                              | Lois Maxwell                              | Lois Maxwell                              |  |
| Charles Robinson (chef d'état-major du Mi6)         |                                       |                                                             |                                           |                                           |                                           |                                           |                                           |                                            |                                           |                                                  |                                           |                                           |                                           |                                           |  |
| Sir Godfrey Tibbett                                 |                                       |                                                             |                                           |                                           |                                           |                                           |                                           |                                            |                                           |                                                  |                                           |                                           |                                           | Patrick Macnee                            |  |
| Alliés / Amis                                       |                                       |                                                             |                                           |                                           |                                           |                                           |                                           |                                            |                                           |                                                  |                                           |                                           |                                           |                                           |  |
| Felix Leiter                                        | Jack Lord                             |                                                             | Cec Linder                                | Rik Van Nutter                            |                                           |                                           | Norman Burton                             | David Hedison                              |                                           |                                                  |                                           |                                           |                                           |                                           |  |
| Bill Tanner                                         |                                       |                                                             |                                           |                                           |                                           |                                           |                                           |                                            | Michael Goodliffe                         |                                                  |                                           | James Villiers                            |                                           |                                           |  |
| Autres personnages                                  |                                       |                                                             |                                           |                                           |                                           |                                           |                                           |                                            |                                           |                                                  |                                           |                                           |                                           |                                           |  |
| Mercenaires ennemis                                 | Mlle Taro Zena Marshall               | Red Grant Robert Shaw                                       | Oddjob Harold Sakata                      | Fiona Volpe Luciana Paluzzi               | Helga Brandt Karin Dor                    |                                           |                                           |                                            |                                           | Requin Richard Kiel                              | Requin Richard Kiel                       |                                           |                                           |                                           |  |
| Shérif J.W. Pepper                                  |                                       |                                                             |                                           |                                           |                                           |                                           |                                           | Clifton James                              | Clifton James                             |                                                  |                                           |                                           |                                           |                                           |  |
| Général Anatol Gogol                                |                                       |                                                             |                                           |                                           |                                           |                                           |                                           |                                            |                                           | Walter Gotell                                    | Walter Gotell                             | Walter Gotell                             | Walter Gotell                             | Walter Gotell                             |  |
| Sir Frederick Gray (secrétaire d'État à la Défense) |                                       |                                                             |                                           |                                           |                                           |                                           |                                           |                                            |                                           | Geoffrey Keen                                    | Geoffrey Keen                             | Geoffrey Keen                             | Geoffrey Keen                             | Geoffrey Keen                             |  |
| Tigre Tanaka                                        |                                       |                                                             |                                           |                                           | Tetsurō Tanba                             |                                           |                                           |                                            |                                           |                                                  |                                           |                                           |                                           |                                           |  |

| Personnage                                          | Films de la série EON                     | Films de la série EON                     | Films de la série EON                                                     | Films de la série EON                     | Films de la série EON                                               | Films de la série EON                                                        | Films de la série EON                                   | Films de la série EON              | Films de la série EON                            | Films de la série EON                | Films de la série EON                                  | Films indépendants                        | Films indépendants                     |
| Personnage                                          | Tuer n'est pas jouer (1987)               | Permis de tuer (1989)                     | GoldenEye (1995)                                                          | Demain ne meurt jamais (1997)             | Le monde ne suffit pas (1999)                                       | Meurs un autre jour (2002)                                                   | Casino Royale (2006)                                    | Quantum of Solace (2008)           | Skyfall (2012)                                   | Spectre (2015)                       | Mourir peut attendre (2021)                            | Casino Royale (1967)                      | Jamais plus jamais (1983)              |
| --------------------------------------------------- | ----------------------------------------- | ----------------------------------------- | ------------------------------------------------------------------------- | ----------------------------------------- | ------------------------------------------------------------------- | ---------------------------------------------------------------------------- | ------------------------------------------------------- | ---------------------------------- | ------------------------------------------------ | ------------------------------------ | ------------------------------------------------------ | ----------------------------------------- | -------------------------------------- |
| James Bond / Agent 007                              | Timothy Dalton                            | Timothy Dalton                            | Pierce Brosnan                                                            | Pierce Brosnan                            | Pierce Brosnan                                                      | Pierce Brosnan                                                               | Daniel Craig                                            | Daniel Craig                       | Daniel Craig                                     | Daniel Craig                         | Daniel Craig                                           | David Niven                               | Sean Connery                           |
| James Bond girl                                     | Kara Milovy Maryam d'Abo                  | Pam Bouvier Carey Lowell                  | Natalya Simonova (en) Izabella Scorupco                                   | Wai Lin (en) Michelle Yeoh                | Christmas Jones Denise Richards                                     | Giacinta "Jinx" Johnson (en) Halle Berry                                     | Vesper Lynd Eva Green                                   | Camille Montes (en) Olga Kurylenko | Séverine (en) Bérénice Marlohe                   | Madeleine Swann Léa Seydoux          | Madeleine Swann Léa Seydoux                            | Vesper Lynd Ursula Andress                | Dominetta "Domino" Vitali Kim Basinger |
| Ennemis                                             | Brad Whitaker (en) Joe Don Baker          | Franz Sanchez Robert Davi                 | Alec Trevelyan / Janus / agent 006 Sean Bean, Xenia Onatopp Famke Janssen | Elliot Carver Jonathan Pryce              | Elektra King Sophie Marceau, Victor Zokas / "Renard" Robert Carlyle | Tan-sun Moon / Gustav Graves Will Yun Lee (pré-générique) puis Toby Stephens | Le Chiffre Mads Mikkelsen, Mr. White Jesper Christensen | Dominic Greene Mathieu Amalric     | Tiago Rodriguez / Raoul Silva (en) Javier Bardem | Ernst Stavro Blofeld Christoph Waltz | Ernst Stavro Blofeld Christoph Waltz, Safin Rami Malek | Le Chiffre Orson Welles                   | Ernst Stavro Blofeld Max von Sydow     |
| MI6                                                 |                                           |                                           |                                                                           |                                           |                                                                     |                                                                              |                                                         |                                    |                                                  |                                      |                                                        |                                           |                                        |
| M                                                   | Sir Miles Messervy Robert Brown           | Sir Miles Messervy Robert Brown           | Barbara Mawdsley Judi Dench                                               | Barbara Mawdsley Judi Dench               | Barbara Mawdsley Judi Dench                                         | Barbara Mawdsley Judi Dench                                                  | Olivia Mansfield Judi Dench                             | Olivia Mansfield Judi Dench        | Olivia Mansfield Judi Dench                      | Gareth Mallory Ralph Fiennes         | Gareth Mallory Ralph Fiennes                           | McTarry John Huston                       | M Edward Fox                           |
| M                                                   | Sir Miles Messervy Robert Brown           | Sir Miles Messervy Robert Brown           | Barbara Mawdsley Judi Dench                                               | Barbara Mawdsley Judi Dench               | Barbara Mawdsley Judi Dench                                         | Barbara Mawdsley Judi Dench                                                  | Olivia Mansfield Judi Dench                             | Olivia Mansfield Judi Dench        | Gareth Mallory Ralph Fiennes                     | Olivia Mansfield Judi Dench (caméo)  | Gareth Mallory Ralph Fiennes                           | McTarry John Huston                       | M Edward Fox                           |
| Q                                                   | Major Geoffrey Boothroyd Desmond Llewelyn | Major Geoffrey Boothroyd Desmond Llewelyn | Major Geoffrey Boothroyd Desmond Llewelyn                                 | Major Geoffrey Boothroyd Desmond Llewelyn | Major Geoffrey Boothroyd Desmond Llewelyn                           | Q John Cleese                                                                |                                                         |                                    | Q Ben Whishaw                                    | Q Ben Whishaw                        | Q Ben Whishaw                                          | Major Geoffrey Boothroyd Geoffrey Bayldon | Major Geoffrey Boothroyd Alec McCowen  |
| Q                                                   | Major Geoffrey Boothroyd Desmond Llewelyn | Major Geoffrey Boothroyd Desmond Llewelyn | Major Geoffrey Boothroyd Desmond Llewelyn                                 | Major Geoffrey Boothroyd Desmond Llewelyn | R John Cleese                                                       | Q John Cleese                                                                |                                                         |                                    | Q Ben Whishaw                                    | Q Ben Whishaw                        | Q Ben Whishaw                                          | Major Geoffrey Boothroyd Geoffrey Bayldon | Major Geoffrey Boothroyd Alec McCowen  |
| C                                                   |                                           |                                           |                                                                           |                                           |                                                                     |                                                                              |                                                         |                                    |                                                  | Max Denbigh Andrew Scott             |                                                        |                                           |                                        |
| Miss Moneypenny                                     | Caroline Bliss                            | Caroline Bliss                            | Samantha Bond                                                             | Samantha Bond                             | Samantha Bond                                                       | Samantha Bond                                                                |                                                         |                                    | Naomie Harris                                    | Naomie Harris                        | Naomie Harris                                          | Barbara Bouchet                           | Pamela Salem                           |
| Charles Robinson (chef d'état-major du Mi6)         |                                           |                                           |                                                                           | Colin Salmon                              | Colin Salmon                                                        | Colin Salmon                                                                 |                                                         |                                    |                                                  |                                      |                                                        |                                           |                                        |
| Alliés / Amis                                       |                                           |                                           |                                                                           |                                           |                                                                     |                                                                              |                                                         |                                    |                                                  |                                      |                                                        |                                           |                                        |
| Bill Tanner                                         |                                           |                                           | Michael Kitchen                                                           |                                           | Michael Kitchen                                                     |                                                                              |                                                         | Rory Kinnear                       | Rory Kinnear                                     | Rory Kinnear                         | Rory Kinnear                                           |                                           |                                        |
| Valentin Zukovsky                                   |                                           |                                           | Robbie Coltrane                                                           |                                           | Robbie Coltrane                                                     |                                                                              |                                                         |                                    |                                                  |                                      |                                                        |                                           |                                        |
| Felix Leiter                                        | John Terry                                | David Hedison                             |                                                                           |                                           |                                                                     |                                                                              | Jeffrey Wright                                          | Jeffrey Wright                     |                                                  |                                      | Jeffrey Wright                                         |                                           | Bernie Casey                           |
| Jack Wade                                           |                                           |                                           | Joe Don Baker                                                             | Joe Don Baker                             |                                                                     |                                                                              |                                                         |                                    |                                                  |                                      |                                                        |                                           |                                        |
| René Mathis                                         |                                           |                                           |                                                                           |                                           |                                                                     |                                                                              | Giancarlo Giannini                                      | Giancarlo Giannini                 |                                                  |                                      |                                                        | Duncan Macrae                             |                                        |
| Autres personnages                                  |                                           |                                           |                                                                           |                                           |                                                                     |                                                                              |                                                         |                                    |                                                  |                                      |                                                        |                                           |                                        |
| Général Anatol Gogol                                | Walter Gotell                             |                                           |                                                                           |                                           |                                                                     |                                                                              |                                                         |                                    |                                                  |                                      |                                                        |                                           |                                        |
| Sir Frederick Gray (secrétaire d'État à la Défense) | Geoffrey Keen                             |                                           |                                                                           |                                           |                                                                     |                                                                              |                                                         |                                    |                                                  |                                      |                                                        |                                           |                                        |